# Macao en los Juegos Paralímpicos de Seúl 1988
Macao estuvo representado en los Juegos Paralímpicos de Seúl 1988 por siete deportistas, seis hombres y una mujer. El equipo paralímpico no obtuvo ninguna medalla en estos Juegos.